# مانوئل ماچوکا
مانوئل ماچوکا (اسپانیایی: Manuel Machuca‎; ۶ ژوئن ۱۹۲۴ – ح. ۲۷ فوریهٔ ۱۹۸۵) بازیکن فوتبال اهل شیلی بود.
از باشگاه‌هایی که در آن بازی کرده‌است می‌توان به باشگاه فوتبال کولو-کولو اشاره کرد.
وی همچنین در تیم ملی فوتبال شیلی بازی کرده‌است.